# Czudowo Moskiewskie
Czudowo Moskiewskie (ros. Чудово-Московское) – węzłowa stacja kolejowa w miejscowości Czudowo, w rejonie czudowskim, w obwodzie nowogrodzkim, w Rosji. Węzeł linii Petersburg – Moskwa z liniami do Nowogrodu Wielkiego i Wołchowa.

## Historia
Stacja powstała w czasach carskich na Kolei Mikołajewskiej, pomiędzy przystankiem Babino i stacją Wołchowo. Następną stacją w stronę Nowogrodu było wówczas Triegubowo.

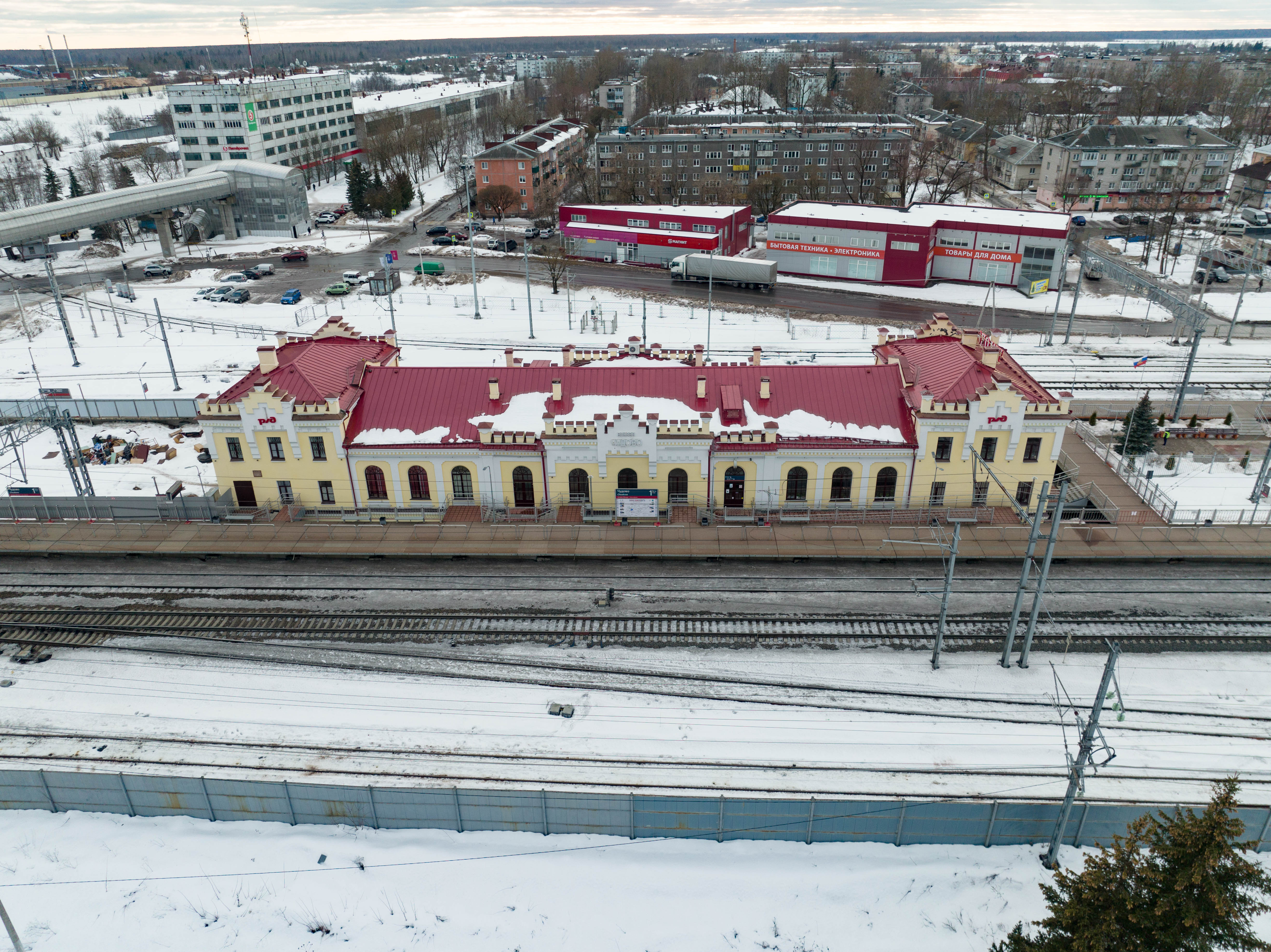
dworzec